# Mafalda de Saboya
Mafalda de Saboya (Saboya, c. 1125- Coímbra, 3 de diciembre de 1157, también conocida como Mahaut o Matilda, en portugués siempre como Mafalda), hija de Amadeo III de Saboya, fue la primera reina consorte de Portugal tras su unión matrimonial en 1146 con Alfonso I —de la casa de Borgoña y conocido también como Alfonso Enríquez—, primer rey de Portugal.

## Orígenes
Mafalda fue la segunda o tercera hija de Amadeo III, conde de Saboya, y de su esposa Matilde de Albon, (hermana de Guigues IV, conde de Albon, «el Delfín»). Una tía de Mafalda, Adela de Saboya, era reina consorte de Francia por su matrimonio con el rey Luis VI y un tío abuelo suyo había sido papa entre 1119 y 1124 con el nombre de Calixto II.

## Posibles razones para su matrimonio con Alfonso Enríquez
Su padre había participado en la Segunda Cruzada y esta podía haber sido una de las razones para la elección de Mafalda como consorte del primer rey de Portugal con el propósito de formar una alianza entre el nuevo reino y la casa de Saboya para la expulsión de los musulmanes del territorio portugués y, al mismo tiempo, demostrar su independencia al elegir una esposa fuera del ámbito e influencia de la monarquía leonesa.
También es posible que Alfonso Enríquez no pudiera elegir una de las infantas de los reinos ibéricos por razones de parentesco o que la boda fuese sugerida por el cardenal Guido de Vico, legado papal en la península ibérica y uno de los testigos en 1143 del Tratado de Zamora.

## Vida como reina consorte
La presencia de Mafalda se registra por primera vez en Portugal el 23 de mayo de 1146 cuando, junto con su esposo, confirmó una donación que había hecho su suegra, Teresa de León, a la Orden de Cluny. Fue patrona de los cistercienses y fundó el monasterio de Costa en Guimarães, así como un hospital para los peregrinos, pobres y enfermos en Canaveses.
El historiador medieval inglés, Walter Map, en su obra De nugis curialium, cuenta que «el rey de Portugal que ahora vive», casi seguro que Alfonso I, había sido convencido por malos consejeros para asesinar a su esposa embarazada por causa de celos. Sin embargo, no hay ninguna otra fuente de esta historia, que no es aceptada generalmente. Probablemente falleció de las secuelas de su último parto, el de Sancha, si es que la reina Mafalda falleció en 1157.

## Muerte y sepultura

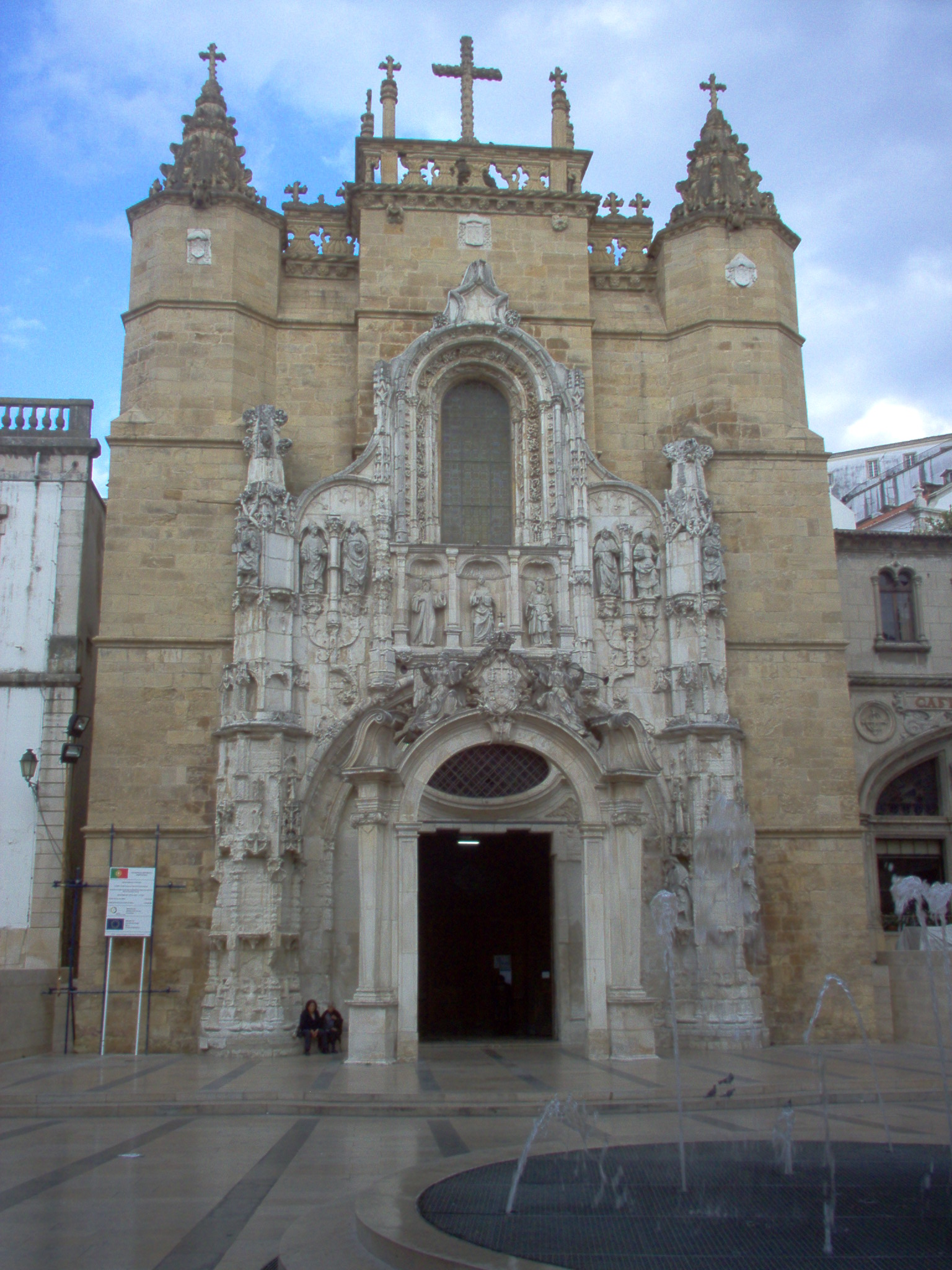
Monasterio de Santa Cruz de Coímbra, donde recibieron sepultura Mafalda y su esposo el rey Alfonso I de Portugal.

La reina Mafalda falleció en Coímbra el 3 de diciembre de 1157 o de 1158 y recibió sepultura en el monasterio de Santa Cruz de esa ciudad donde sería enterrado su marido que le sobrevivió más de veintisiete años. Le sobrevivieron seis de sus siete hijos de los cuales solamente Sancho, Urraca y Teresa llegarían a la edad adulta.

## Matrimonio y descendencia
Aunque según los Annales D. Alfonsi Portugallensium Regis la boda con Alfonso Enríquez se celebró en 1145, no fue hasta un año después, en mayo de 1146, cuando ambos aparecen juntos por primera vez. El historiador José Mattoso cita otra fuente, Noticia sobre a Conquista de Santarém según la cual, la ciudad fue tomada el 15 de mayo de 1147 y menos de un año después de la boda real. Debido a que en esa época no se podían celebrar matrimonios durante la Cuaresma, Mattoso sugiere que la boda se celebró en marzo o abril de 1146, posiblemente en el Domingo de Resurrección que en ese año cayó el 31 de marzo. El novio tenía casi 38 años y la novia alrededor de los 21 años. Los infantes nacidos de este matrimonio fueron:
- Enrique (5 de marzo de 1147[13][15]-junio de 1155[15][13]), llamado igual que su abuelo paterno, el conde Enrique de Borgoña, falleció con apenas ocho años de edad poco después del nacimiento de su hermano Sancho. Representó a su padre, a pesar de su corta edad, con unos tres años en un concilio en la ciudad de Toledo;[15]
- Urraca (1148[15][13]-c. 1211).[16] Contrajo matrimonio con el rey Fernando II de León, hijo de Alfonso el Emperador, rey de León, y fue la madre del rey Alfonso IX. Ingresó como freira en la Orden de San Juan de Jerusalén y fue sepultada en el Monasterio de Santa María de Wamba, situado en la actual provincia de Valladolid;[17]
- Teresa (1151-1218),[15][13] condesa de Flandes por su primer matrimonio con Felipe I y duquesa de Borgoña al contraer un segundo matrimonio con Eudes III;
- Mafalda (1153-después de 1162),[15][13] prometida en matrimonio al futuro Alfonso II de Aragón, aunque el compromiso se anuló después de la muerte del conde de Barcelona, Ramón Berenguer IV, padre del infante aragonés;
- Sancho I de Portugal (11 de noviembre de 1154[13]-26 de marzo de 1211). Bautizado con el nombre de Martín (Martinho) por haber nacido el día que se celebra la festividad del santo Martín de Tours.[15][13] Sucedió a su padre en el trono y fue el segundo rey de Portugal;
- Juan (1156-25 de agosto de 1164);[2][18] y
- Sancha (24 de noviembre de 1157-1166/67), falleció antes de cumplir los diez años[19][13] el 14 de febrero según el registro de óbitos del monasterio de Santa Cruz de Coímbra donde recibió sepultura.[20]